# Aethia rossmoori
Aethia rossmoori är en utdöd fågel i familjen alkor inom ordningen vadarfåglar. Den beskrevs 1968 utifrån fossila lämningar från miocen funna i Kalifornien, USA.